# Reform UK
O Reform UK, inicialmente estilizado Reform UK: The Brexit Party é um partido populista e conservador de direita radical britânico, fundado por Nigel Farage e Catherine Blaiklock. Com forte viés eurocético, teve inicialmente como principal bandeira o Brexit para remover o Reino Unido da União Europeia, adotando em 2021 uma postura anti-lockdown e desde 2022 forte contestação à migração. A melhor performance do partido aconteceu durante as eleições parlamentares europeias de maio de 2019, quando conquistaram 29 assentos no Parlamento Europeu.
Fundado em novembro de 2018 como o Partido Brexit, defendendo um Brexit sem acordo, conquistou a maioria dos assentos nas eleições para o Parlamento Europeu de 2019 no Reino Unido, mas não conquistou nenhum assento nas eleições gerais de 2019. O Reino Unido retirou-se da União Europeia (UE) em janeiro de 2020. Um ano depois, em janeiro de 2021, o partido foi renomeado para Reform UK. Durante a pandemia de COVID-19, o partido defendeu contra novos lockdowns. Desde 2022, tem feito campanha em uma plataforma mais ampla, em particular prometendo reduzir a imigração para o Reino Unido, apoiando a baixa tributação e se opondo às emissões líquidas zero.
Farage, que anteriormente possuía 60% da Reform UK Party Ltd antes de abrir mão de suas ações, foi o líder do Partido da Independência do Reino Unido (UKIP), um partido populista de direita e eurocético, na primeira metade da década de 2010, e retornou à política de linha de frente como líder do Partido Brexit durante o processo Brexit após o referendo de adesão à UE de 2016, que foi convocado em parte em resposta à influência do UKIP. O partido conquistou 29 assentos nas eleições para o Parlamento Europeu de maio de 2019, que foi o melhor resultado para qualquer partido no 9º Parlamento Europeu. O Partido Brexit fez campanha por um Brexit sem acordo e houve deserções de alto nível do Partido Conservador, incluindo Ann Widdecombe e Annunziata Rees-Mogg. Após a eleição de Boris Johnson como líder do Partido Conservador, Farage ofereceu-lhe um pacto eleitoral nas eleições gerais de 2019, que Johnson rejeitou. O Partido Brexit decidiu unilateralmente não apresentar candidatos contra os deputados conservadores em exercício.
Em maio de 2020, com a saída britânica da UE, o partido se concentrou na reforma da democracia britânica e uma mudança de nome de "Brexit Party" para "Reform Party" foi proposta. A pandemia de COVID-19 começou no Reino Unido em 2020, e o governo conservador impôs uma série de lockdowns. Farage renomeou o partido como Reform UK no final do ano e se concentrou na campanha anti-lockdown. Farage deixou o cargo de líder em março de 2021 e foi sucedido por Richard Tice. Em março de 2024, Lee Anderson , que foi eleito em 2019 como deputado conservador, desertou para o Reform UK, tornando-se o primeiro deputado do partido. Em 3 de junho de 2024, Tice anunciou que Farage se tornaria líder mais uma vez, com Tice continuando como presidente. O partido conquistou cinco assentos nas eleições gerais de 2024 – a primeira vez que o Reform UK teve deputados eleitos para a Câmara dos Comuns.
Na eleição de 2024, o Reform UK conseguiu angariar mais de quatro milhões de votos e elegeu cinco representantes para a Câmara dos Comuns do Reino Unido.

## Políticas e ideologias
No momento de sua fundação, o partido não tem outras políticas sem ser a defesa da saída do Reino Unido da União Europeia sem qualquer acordo de saída. A 12 de abril de 2019, Farage afirmou que "não há nenhuma diferença entre Partido Brexit e o UKIP em termos de políticas, [mas] em termos de pessoas, é uma vasta diferença", criticando as ligações do UKIP à extrema-direita. Ele também disse que pretendia captar apoio em todo o espectro político, incluindo antigos votantes do UKIP bem como votantes conservadores e trabalhistas que votaram a favor do Brexit. Mais tarde em abril, Farage disse que o partido não iria publicar um manifesto antes das eleições europeias serem realizadas.
Diversos analistas políticos descrevem o então Partido Brexit como populista e populista de direita.

## Resultados Eleitorais

### Eleições legislativas
| Data | Líder(es)    | Cl. | Votos     | %            | +/-  | Deputados | +/-  | Status            |
| ---- | ------------ | --- | --------- | ------------ | ---- | --------- | ---- | ----------------- |
| 2019 | Nigel Farage | 6.º | 642 303   | 2,0 / 100,0  | Novo | 0 / 650   | Novo | Extra-parlamentar |
| 2024 | Nigel Farage | 3.º | 4 117 221 | 14,3 / 100,0 | 12,3 | 5 / 650   | 5    | Oposição          |

### Eleições europeias
| Data | Cl. | Votos     | %            | Deputados |
| ---- | --- | --------- | ------------ | --------- |
| 2019 | 1.º | 5 248 533 | 30,5 / 100,0 | 29 / 73   |